# Ctitor

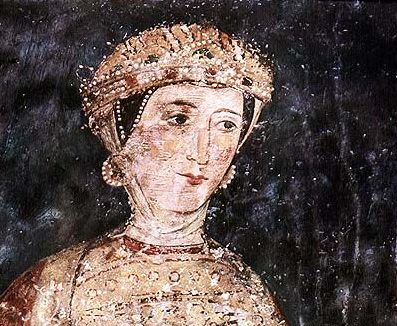
Desislava, femeia care a ctitorit Biserica Boiana din Sofia (Bulgaria).

Ctitorul (în greacă κτήτωρ; în rusă Ктитор) este o persoană care suportă în total sau în parte cheltuielile pentru construirea sau reconstruirea unei biserici ortodoxe sau a unei mănăstiri, sau pentru înzestrarea acestora cu icoane, fresce, obiecte liturgice și de artă. Un termen catolic echivalent este cel de donator. 

## Legături externe
- „Ctitor” la DEX online